# كيفن ألين
كيفن ألين (بالإنجليزية: Kevin Allen)‏ (و. 1962 – م) هو ممثل، ومخرج سينمائي، من المملكة المتحدة، ولد في سوانزي.

## وصلات خارجية
- كيفن ألين على موقع IMDb (الإنجليزية)
- كيفن ألين على موقع ألو سيني (الفرنسية)
- كيفن ألين على موقع أول موفي (الإنجليزية)
- كيفن ألين على موقع قاعدة بيانات الأفلام السويدية (السويدية)
- كيفن ألين على موقع قاعدة بيانات الفيلم (الإنجليزية)
- كيفن ألين على موقع كينوبويسك (الروسية)